# Xulsigiae
Na religião galo-romana, a Xulsigiae foram deusas triplas cultuadas no templo de primavera-de-cura em Augusta dos Tréveros (atualmente Tréveris). Edith Wightman sugere que elas "podem ser ninfas locais da primavera"; por outro lado, também liga seus nomes àquelas de Sulévia, a quem caracteriza como "deusas domésticas". O templo delas, um santuário menor próximo ao templo monumental Lenus Marte, também tem figuras de barro produzidas dos gênios cuculatos. O próprio nome é atestado apenas de uma inscrição, onde acompanha aquele de Lenus Marte:
LENO MARTI

ET XVLSIGIIS

L VIRIVS DISE

TO V S L M
"Para Lenus Marte e Xulsigiae, Lucius Virius Diseto livre e merecidamente cumpriu seu voto."